# Pusztarajtolc
Pusztarajtolc (román neve Răstolțu Deșert) település Romániában, Szilágy megyében.

## Fekvése
Zilahtól délkeletre, Nagyrajtolc, Felsőegregy és Almásszentmária közt fekvő település.

## Története
Rajtolc (Puszta-Rajtolcz) nevét 1246-ban IV. Béla király oklevele említette először, mely szerint a települést Gál erdélyi püspök telepítette be oláh lakossággal. E kiváltságlevelet V. István király is megerősítette.
1333-ban az Almás patak mellett fekvő Ratolch, Rotolch bércét említették Szent-Mihály és Szent-Mária-asszonytelke határjárásánál, mikor Pogány István mestert és örököseit ide beiktatták. Ekkor határát is részletesen felsorolták. 1334-ben Rotolch, 1560-ban Rajtolcz, 1603-ban Raytolc, 1641-ben Raytócz, 1772-ben Raitotz néven írták. 1722-es összeíráskor Rajtolcz praediumot említették, mint Póósa birtokát.
1837-ben Puszta-Rajtolcznak 200 lakosa volt, 21 szanaszét épült házban. 1890-ben 445 lakosából 421 román, 2 magyar, 1 német, 21 egyéb nyelvű volt. Ebből 434 görögkeleti ortodox, 3 római katolikus, 3 izraelita volt. A házak száma 93 volt.

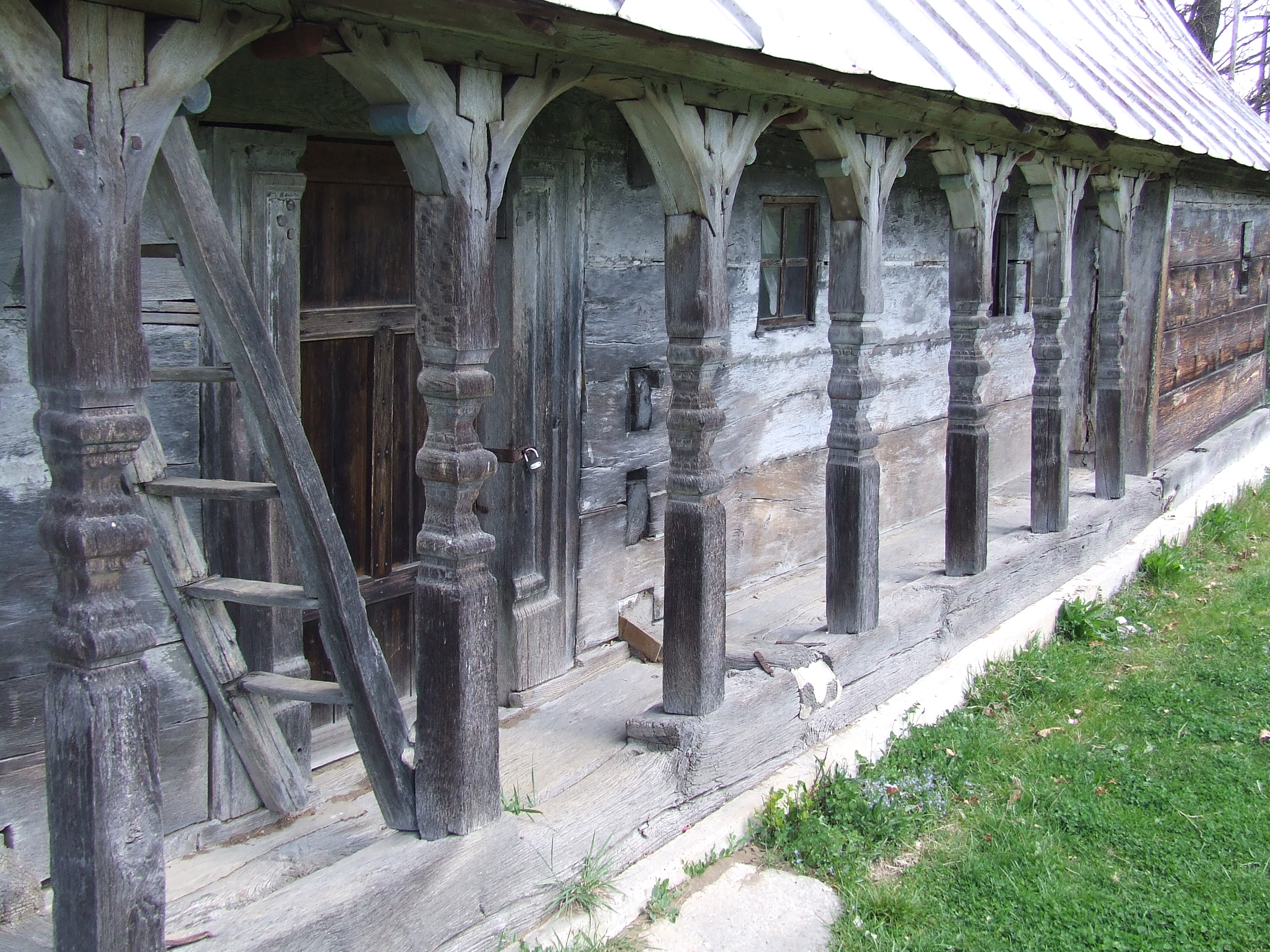
A fatemplom tornáca

A trianoni békeszerződés előtt Szilágy vármegye Zilahi járásához tartozott. 1913-ban 536 lakosa volt, ebből 529 román, 7 magyar, melyből 522 görögkatolikus, 9 görögkeleti ortodox volt.

## Nevezetességek
- Ortodox katolikus fatemplom